# Wietlin (osada)
Wietlin – osada w Polsce, położona w województwie podkarpackim, w powiecie jarosławskim, w gminie Laszki. 
W latach 1975–1998 miejscowość należała administracyjnie do województwa przemyskiego.